# Getrisväxter
Getrisväxter (Diervillaceae) är en växtfamilj i klassen trikolpater med två släkten som tidigare räknats till kaprifolväxterna (Caprifoliaceae). 